# Gustaf Arnolds
Gustav Arnold Arnolds (född Karlsson), född 8 oktober 1881 i Aringsås, Småland, död 1969, var en svensk konstnär. Han växte upp i Vingåker och från 15-årsåldern i Ronneby.
Han utbildade sig i Stockholm vid Althins målarskola och Tallbergska grafikskolan. Åren 1904-09 var han elev vid Konstakademien, Stockholm och fick bl.a. ett resestipendium till Paris.
Arnolds första vistelse i Paris började år 1911 och varade ca två år. Han kom då i kontakt med Nils Dardel, skaffade egen ateljé och var elev på Académie Russe. Under en andra period i Paris 1922-1930 var han elev vid André Lhotes målarskolaskola. Han fick inspiration från Cézanne och kubismen och utvecklade sitt porträttmåleri och arbetade med landskapsmåleri och motiv från Paris.  
Efter hemkomsten till Sverige var han verksam i Ronneby. Hans måleri omfattar där fortsatt porträtt och alldagliga situationer i arbetslivet samt landskap.
År 1970 ordnades en minnesutställning. År 2008 bildades Gustaf Arnoldssällskapet i Ronneby.
Arnolds är representerad på  Nationalmuseum, Moderna museet och Blekinge museum. Arnolds saknade arvingar och donerade sin produktion ca 1400 verk (målningar, teckningar) till Ronneby stad.